# Tholeiiet

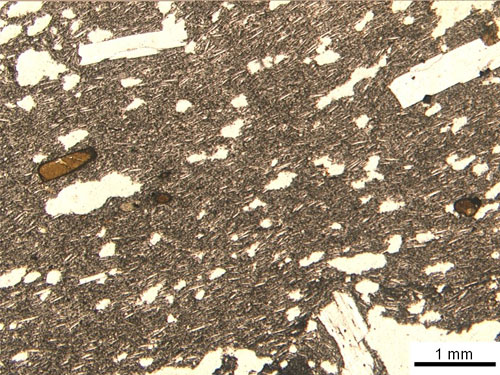
Tholeiitisch basalt onder een polarisatiemicroscoop (normaal gepolariseerd licht).

Classificatie van basalt op mate van silica-verzadiging. Basalt dat onderverzadigd is in silica wordt alkali-basalt genoemd. De normatieve mineralen in de diagram zijn nefelien (ne), olivijn (ol), orthopyroxeen (opx), kwarts (q), albiet (ab) en clinopyroxeen (cpx).

Tholeiiet of tholeiitisch basalt is basalt met een tholeiitische samenstelling, dat wil zeggen relatief veel ijzer ten opzichte van magnesium en relatief weinig alkalimetalen (natrium en kalium). Bij mid-oceanische ruggen en vloedbasalten is tholeiitisch basalt verreweg het meest voorkomende type uitvloeiingsgesteente.

## Mineralogie
Net als andere typen basalt bevat tholeiitisch basalt de mineralen clinopyroxeen (augiet of pigeoniet) en plagioklaas (vooral calcium-plagioklaas of anorthiet). Ook komen vaak oxiden van ijzer en titanium voor. Normaal gesproken bevat een tholeiitische basalt in de norm ook orthopyroxeen (meestal in de vorm van hyperstheen). Afhankelijk van de mate van silica-verzadiging bevat een tholeiitische basalt daarnaast ofwel een fase van pure silica (kwarts of tridymiet), ofwel olivijn (voor het eerste wordt de naam kwarts-tholeiiet gebruikt, voor het tweede de naam olivijn-tholeiiet). Veldspaatvervangers komen in tholeiitisch basalt niet voor.
Onder de microscoop blijken tholeiitische basalten (net als de meeste andere uitvloeiingsgesteenten) vaak te bestaan uit een glazige grondmassa met daarin fenocrysten van de verschillende mineralen.

## Voorkomen
Tholeiitisch basalt wordt geacht qua samenstelling nog zeer dicht bij het primair magma te zitten. De belangrijkste manier waarop dit magma ontstaat is partieel smelten van peridotiet, het gesteente waaruit de bovenmantel bestaat. Door convectiestroming in de mantel komt mantelmateriaal onder de mid-oceanische ruggen omhoog, waarbij de druk daalt. Het dalen van de druk veroorzaakt partieel smelten. Het magma dat op deze manier vormt is basaltisch van samenstelling en zal in of aan het oppervlak van de mid-oceanische rug stollen, waardoor nieuwe oceanische lithosfeer wordt gevormd. Dit proces wordt oceanische spreiding genoemd en is een belangrijk onderdeel van platentektoniek.
Zou het magma verder differentiëren, dan zou het door bijvoorbeeld kristalfractionatie of mengen met ander magma verder kunnen evolueren tot tholeiitisch andesiet, daciet of ryoliet. Hoewel dit ook voorkomt, zijn verreweg de meeste stollingsgesteenten met een tholeiitische samenstelling basalten.